# Marathon des Sables

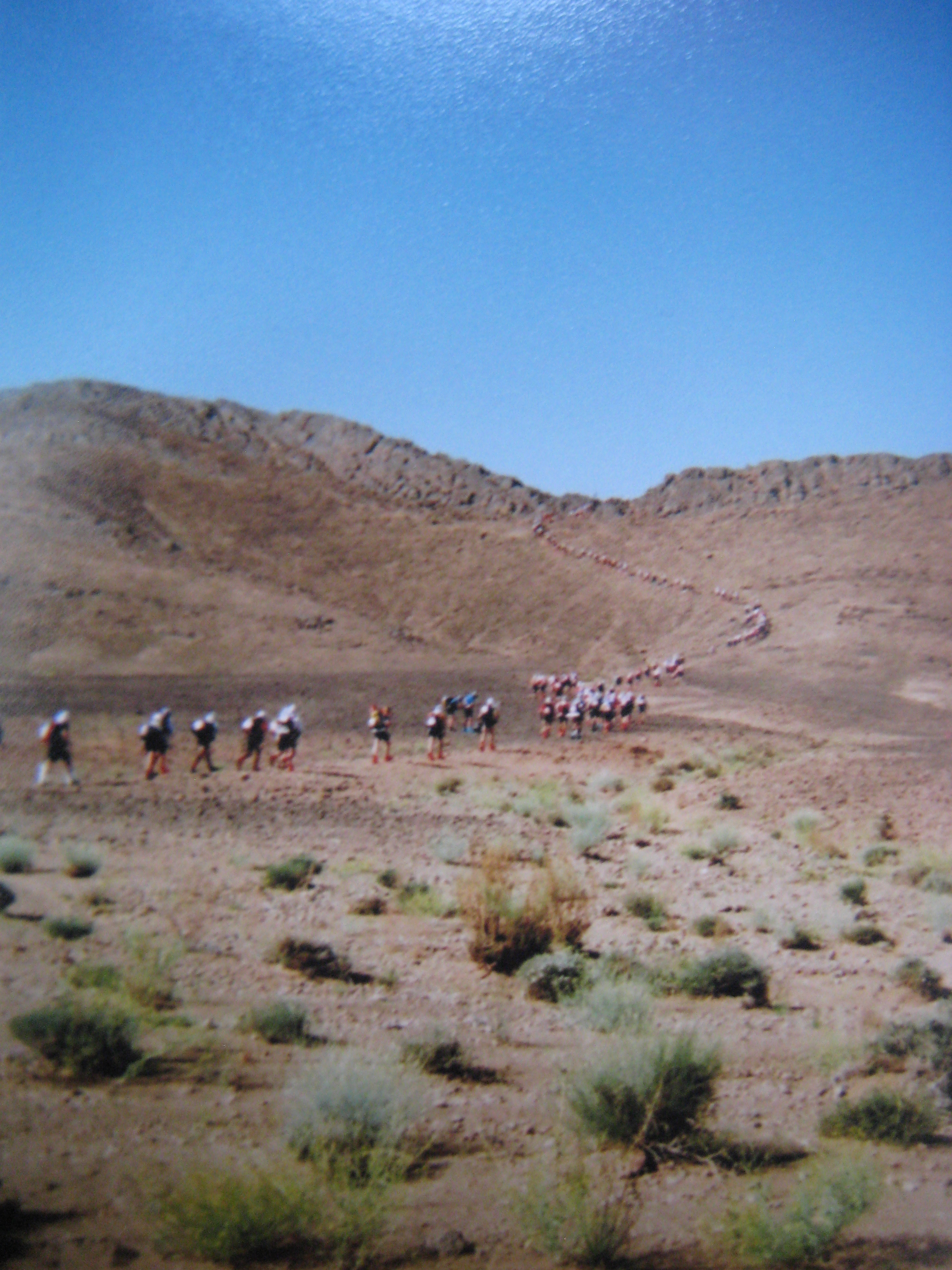
Marathon des Sables

La Marathon des Sables ("Maratona delle Sabbie") è una corsa sulla distanza di 240 km che si svolge interamente nel Sahara marocchino.
La manifestazione dura una settimana, con sei frazioni e un giorno di riposo. I partecipanti percorrono la lunghezza della maratona in completa autosufficienza alimentare; lungo il percorso c'è un ristoro ogni 10 km dove i partecipanti possono ritirare la razione personale di acqua giornaliera (nove litri).
Gli atleti italiani che più si sono contraddistinti nella competizione sono Rosanna Pellizzari, 2 vittorie, Franca Fiacconi, 1 vittoria e Marco Olmo. Nel 1994 l'atleta Mauro Prosperi si perse durante una tappa a causa di una tempesta di sabbia, riuscendo a raggiungere una tenda berbera, dopo 10 giorni nel deserto durante i quali mangiò radici, pipistrelli e bisce.
Nel settembre 2017, viene lanciata la Half Marathon des Sables, che si corre sulla distanza di 120 km in tre tappe, in completa autosufficienza alimentare, sull'isola di Fuerteventura.